# Nervieux
Nervieux est une commune française située dans le département de la Loire en région Auvergne-Rhône-Alpes.

## Géographie
Implanté en bordure du fleuve Loire, dans une vaste plaine agricole, au potentiel agricole important compte tenu des inondations fréquentes, le village est perché sur le plateau dominant la plaine du Forez.
De nombreux étangs et forêts giboyeux offrent un cadre rural très agréable aux habitants, pratiquant pour certains la pêche et la chasse.
Sièges d'une dizaine d'exploitations agricoles, les 'fermes carrées foréziennes', avec leur cour carrée typique et leurs pigeonniers, constituent un témoignage architectural remarquable. L'une de ses fermes, datant du XIVe siècle, possède l'un des plus beaux pigeonniers de la commune. Elle se situe à côté du « château de Sugny » au lieu-dit Sugny.
Le château de Sugny abrita le peintre Cizeron au début du XXe siècle.
La commune bénéficie de deux sources naturelles, associées chacune à des lavoirs remarquablement rénovés.
Nervieux, desservie par l'autoroute A89 depuis le 21 janvier 2013, est donc située à 35 minutes de la capitale économique rhônalpine, Lyon.
| Pommiers-en-Forez        | Saint-Georges-de-Baroille | Balbigny          |
|                          | Nervieux                  | Pouilly-lès-Feurs |
| Sainte-Foy-Saint-Sulpice |                           | Mizérieux         |

### Climat
Pour des articles plus généraux, voir Climat d'Auvergne-Rhône-Alpes et Climat de la Loire.
En 2010, le climat de la commune est de type climat océanique dégradé des plaines du Centre et du Nord, selon une étude du Centre national de la recherche scientifique s'appuyant sur une série de données couvrant la période 1971-2000. En 2020, Météo-France publie une typologie des climats de la France métropolitaine dans laquelle la commune est exposée à un climat de montagne ou de marges de montagne et est dans la région climatique Nord-est du Massif Central, caractérisée par une pluviométrie annuelle de 800 à 1 200 mm, bien répartie dans l’année.
Pour la période 1971-2000, la température annuelle moyenne est de 10,8 °C, avec une amplitude thermique annuelle de 16,8 °C. Le cumul annuel moyen de précipitations est de 673 mm, avec 8,3 jours de précipitations en janvier et 6,4 jours en juillet. Pour la période 1991-2020, la température moyenne annuelle observée sur la station météorologique de Météo-France la plus proche, « Feurs », sur la commune de Feurs à 9 km à vol d'oiseau, est de 12,1 °C et le cumul annuel moyen de précipitations est de 650,3 mm,. Pour l'avenir, les paramètres climatiques de la commune estimés pour 2050 selon différents scénarios d'émission de gaz à effet de serre sont consultables sur un site dédié publié par Météo-France en novembre 2022.

## Urbanisme

### Typologie
Au 1er janvier 2024, Nervieux est catégorisée commune rurale à habitat dispersé, selon la nouvelle grille communale de densité à sept niveaux définie par l'Insee en 2022.
Elle est située hors unité urbaine. Par ailleurs la commune fait partie de l'aire d'attraction de Feurs, dont elle est une commune de la couronne,. Cette aire, qui regroupe 16 communes, est catégorisée dans les aires de moins de 50 000 habitants,.

### Occupation des sols
L'occupation des sols de la commune, telle qu'elle ressort de la base de données européenne d’occupation biophysique des sols Corine Land Cover (CLC), est marquée par l'importance des territoires agricoles (81,2 % en 2018), en diminution par rapport à 1990 (83,4 %). La répartition détaillée en 2018 est la suivante : 
prairies (54,2 %), terres arables (20,4 %), forêts (9,7 %), zones agricoles hétérogènes (6,6 %), zones urbanisées (4,9 %), eaux continentales (2,8 %), zones industrielles ou commerciales et réseaux de communication (1,4 %). L'évolution de l’occupation des sols de la commune et de ses infrastructures peut être observée sur les différentes représentations cartographiques du territoire : la carte de Cassini (XVIIIe siècle), la carte d'état-major (1820-1866) et les cartes ou photos aériennes de l'IGN pour la période actuelle (1950 à aujourd'hui).

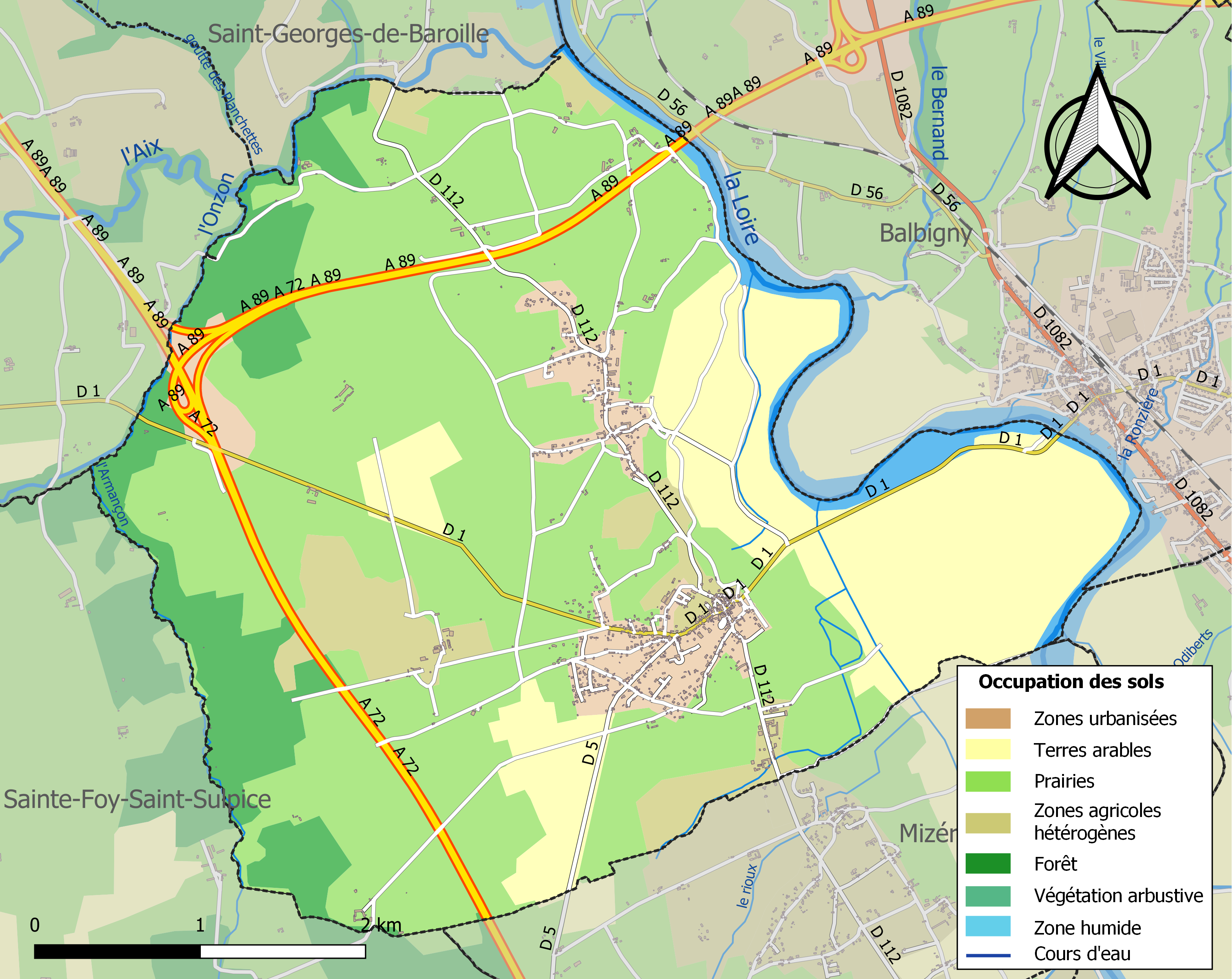
Carte des infrastructures et de l'occupation des sols de la commune en 2018 (CLC).

## Blasonnement
|  | Les armoiries de Nervieux se blasonnent ainsi : Parti : au 1er de sinople à l'épi de blé d'or, au 2e de gueules à la croix tréflée d'or ; à la vergette ondée d'argent brochant sur la partition ; le tout sommé d'un chef d'or chargé d'un château essoré de gueules, ouvert et ajouré du champ. |

## Politique et administration
| Période                                  | Période  | Identité                                          | Étiquette | Qualité                                               |
| ---------------------------------------- | -------- | ------------------------------------------------- | --------- | ----------------------------------------------------- |
| Les données manquantes sont à compléter. |          |                                                   |           |                                                       |
| mars 1977                                | 1995     | M. Pierre-Etienne Ginon né le 18 août 1931 à Lyon |           |                                                       |
| mars 1995                                | 2001     | Mme Geneviève Poyet                               |           |                                                       |
| mars 2001                                | 2014     | M. Jacques Guillermet                             |           | Cadre                                                 |
| 2014                                     | En cours | M. Jérôme Bruel                                   | DVD       | Expert-comptable, conseiller départemental remplaçant |

### Jumelage

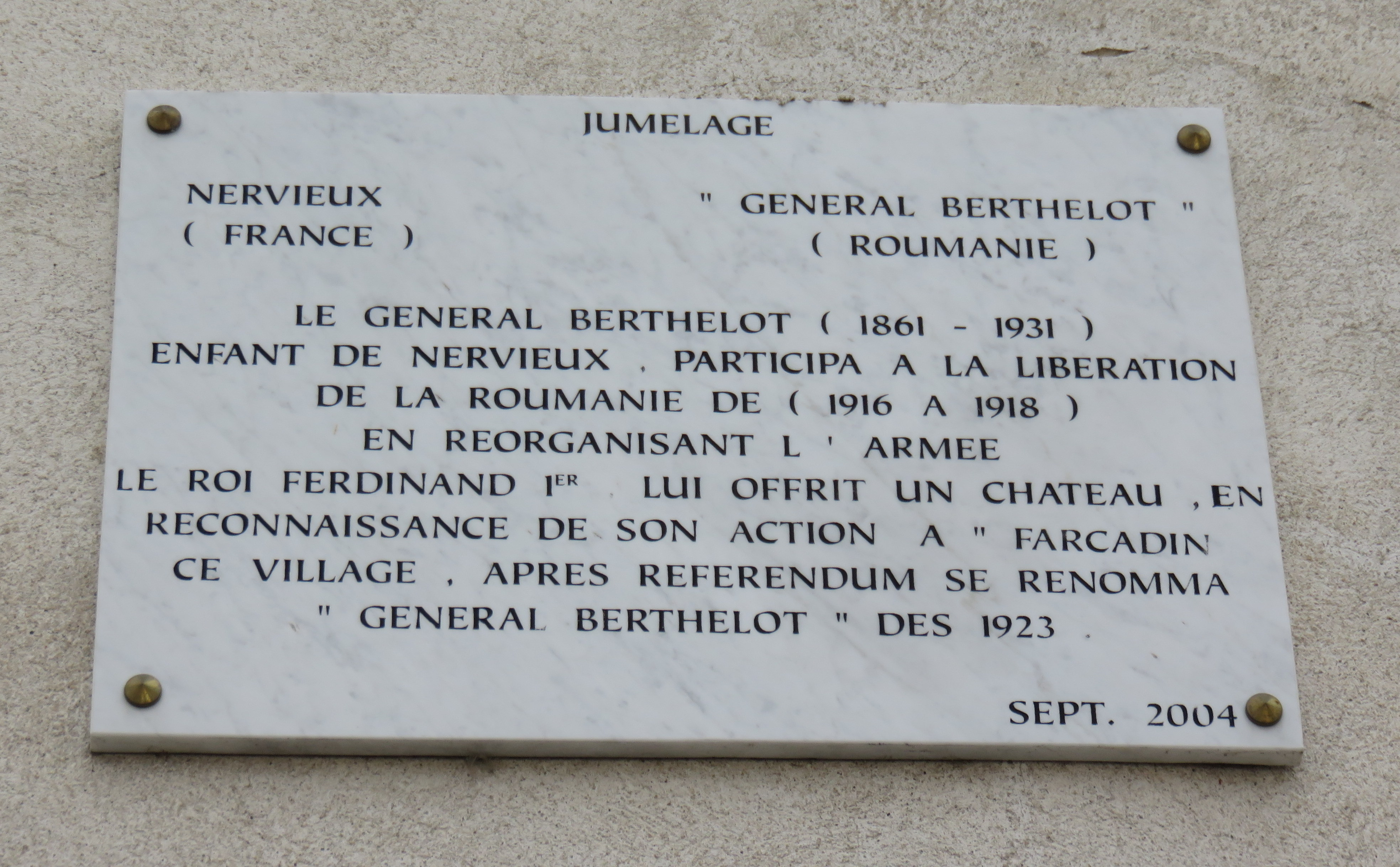
La plaque commémorative du jumelage entre Nervieux et General Berthelot.

General Berthelot (Roumanie) depuis 2003.

## Démographie
L'évolution du nombre d'habitants est connue à travers les recensements de la population effectués dans la commune depuis 1793. Pour les communes de moins de 10 000 habitants, une enquête de recensement portant sur toute la population est réalisée tous les cinq ans, les populations de référence des années intermédiaires étant quant à elles estimées par interpolation ou extrapolation. Pour la commune, le premier recensement exhaustif entrant dans le cadre du nouveau dispositif a été réalisé en 2005.

En 2022, la commune comptait 1 036 habitants, en évolution de +5,18 % par rapport à 2016 (Loire : +1,32 %, France hors Mayotte : +2,11 %).
| 1793  | 1800 | 1806 | 1821 | 1831 | 1836 | 1841  | 1846  | 1851  |
| ----- | ---- | ---- | ---- | ---- | ---- | ----- | ----- | ----- |
| 1 000 | 838  | 900  | 909  | 953  | 941  | 1 013 | 1 064 | 1 113 |

| 1856  | 1861  | 1866  | 1872  | 1876  | 1881  | 1886  | 1891  | 1896  |
| ----- | ----- | ----- | ----- | ----- | ----- | ----- | ----- | ----- |
| 1 077 | 1 092 | 1 104 | 1 126 | 1 230 | 1 234 | 1 226 | 1 260 | 1 189 |

| 1901  | 1906  | 1911 | 1921 | 1926 | 1931 | 1936 | 1946 | 1954 |
| ----- | ----- | ---- | ---- | ---- | ---- | ---- | ---- | ---- |
| 1 156 | 1 035 | 961  | 925  | 916  | 839  | 782  | 792  | 707  |

| 1962 | 1968 | 1975 | 1982 | 1990 | 1999 | 2005 | 2006 | 2010 |
| ---- | ---- | ---- | ---- | ---- | ---- | ---- | ---- | ---- |
| 708  | 754  | 718  | 706  | 791  | 785  | 856  | 876  | 906  |

| 2015 | 2020  | 2022  | - | - | - | - | - | - |
| ---- | ----- | ----- | - | - | - | - | - | - |
| 976  | 1 015 | 1 036 | - | - | - | - | - | - |

## Lieux et monuments
- la chapelle de Grénieux, propriété privée, située à proximité de l'ancien château domine la plaine du Forez ;
- le château de Sugny, ancienne propriété du peintre Nicolas Cizeron (1902-1998) ;
- le château de la Salle, siège de la famille Palluat de Besset ;
- le lavoir de Nervieux et sa fontaine, située au pied du village, récemment rénové pour conserver ce site longtemps fréquenté par les lavandières ;
- le lavoir de Grénieux et sa fontaine, en bordure de la plaine du Forez ;
- l'église Saint-Martin, construite par souscription publique en 1888, avec l'appui spirituel et financier très important de la famille Palluat de Besset ;
- La cabane Jean Serpent dans le bois de Riou. Michel Vergne, surnommé Jean Serpent[18], (° 4 avril 1861 - † 17 janvier 1921)  fut un vagabond bien connu, ramasseur de vipères qu'il portait à l'Institut Pasteur pour exploitation du venin[19].

## Personnalités liées à la commune

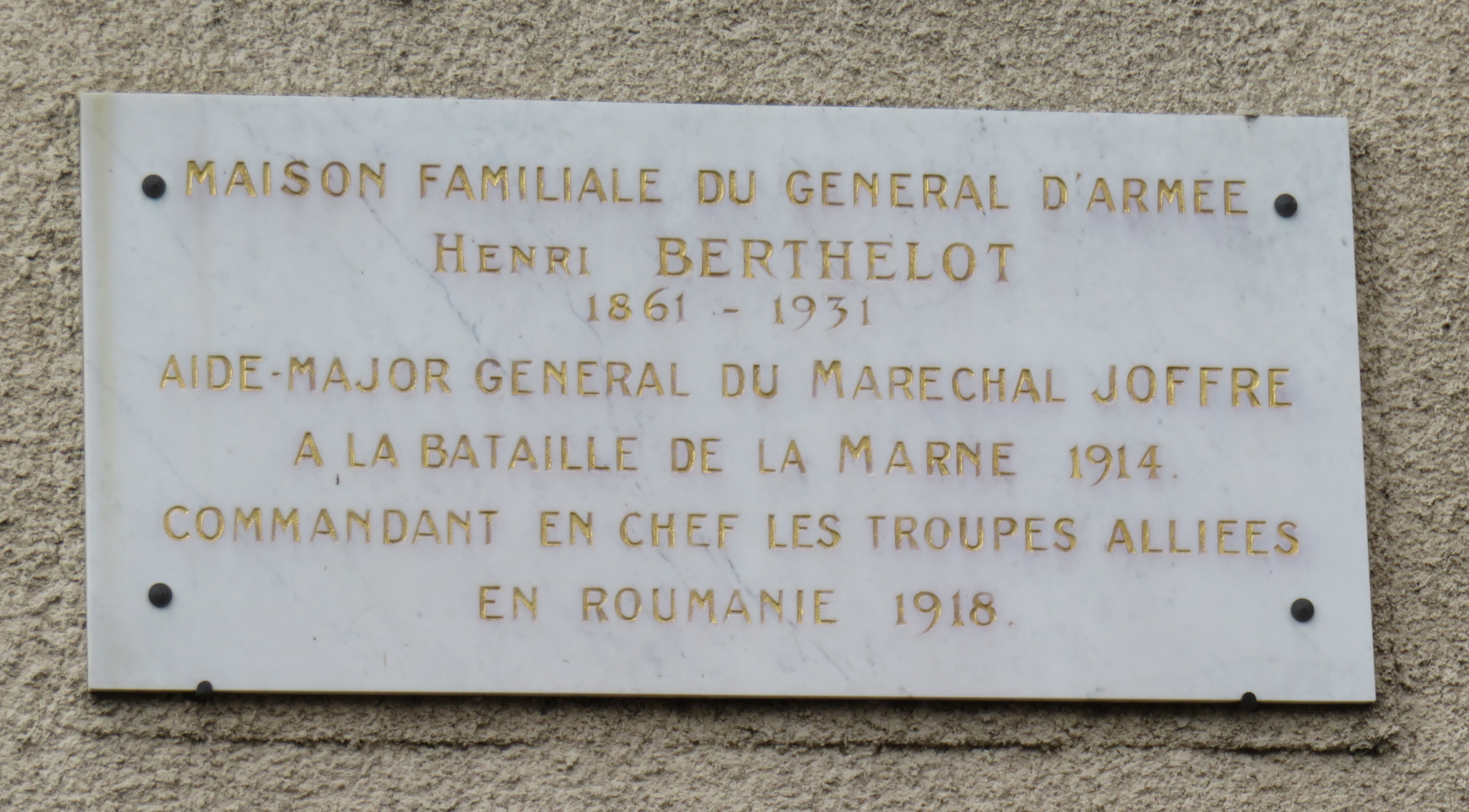
La plaque sur la maison familiale du Général Berthelot.

- Famille Palluat de Besset : plusieurs membres de la famille furent maires et conseillers municipaux de la commune pendant les XIXe et XXe siècles.
- Henri Berthelot (° 1861- † 1931), général français de la Première Guerre mondiale, est enterré à Nervieux.